# Supercoupe de Suisse masculine de volley-ball
La Supercoupe de Suisse de volley-ball masculin est une compétition de volley-ball qui opposait jusqu'en 2003 le champion de Suisse et le vainqueur de la coupe de Suisse. Dès 2004, la compétition a pris la forme d'un tournoi disputé sur un week-end à Lausanne entre toutes les équipes de Ligue nationale A.

## Palmarès
- 1996 : MTV Näfels
- 1997 : MTV Näfels
- 1998 : CS Chênois
- 1999 : MTV Näfels
- 2000 : Condordia MTV Näfels
- 2001 : non disputée
- 2002 : non disputée
- 2003 : Condordia MTV Näfels
- 2004 : Condordia MTV Näfels
- 2005 : Condordia MTV Näfels
- 2006 : CS Chênois
- 2011 : CS Chênois